# Paolo Spagnolo
Paolo Spagnolo (Nápoles, 22 de junio de 1930 - ibídem, 2 de mayo de 2012) fue un pianista clásico italiano.                   

## Trayectoria
Con un talento extremadamente precoz, en su primera niñez fue enseñado por su padre Gaetano, pintor y músico autodidacta. Actuó por primera vez a la edad de cinco años y a los seis ya era un niño prodigio famoso, como se documenta en el noticiero de la época "Luce".
En 1937, a la edad de siete años, fue de gira por los Estados Unidos y Rachmaninof quiso asistir a uno de sus espectáculos en Nueva York.
De regreso a Nápoles a fines de 1937 se matriculó en el Conservatorio San Pietro a Majella, donde fue alumno de Paolo Denza. El niño prodigio despertó el interés de la princesa de Piamonte, María José, quien lo hizo escuchar en Roma: primero en el Quirinal por el legendario Walter Gieseking, luego en el Conservatorio de S. Cecilia por una comisión presidida por Alfredo Casella y finalmente en Brescia por Arturo Benedetti Michelangeli, con quien estudió durante tres meses. Maria Josè a menudo lo invitaba al Palacio Real de Nápoles para escucharlo tocar. En diciembre de 1946, el Ministerio de Educación Pública instituyó una sesión de examen especial al convocar, en una sesión extraordinaria, una comisión que, con cuatro años de anticipación de los diez planeados, le otorgó el diploma de piano por méritos excepcionales. 
En 1947, a los diecisiete años, ganó el primer premio en el Concurso Internacional de Ginebra, después de ganar el segundo premio el año anterior. 
Durante los años cincuenta dio recitales y conciertos con orquesta para las asociaciones musicales más importantes y en los principales teatros del mundo, incluidos el San Carlo en Nápoles, La Scala en Milán, el Fenice en Venecia, el Comunale en Florencia, el Victoria Hall de Ginebra, el Diligentia Hall de La Haya, el Wigmore Hall de Londres, el Gran Teatro del Liceo de Barcelona, el Colón de Buenos Aires, el Municipal de Río de Janeiro, el Solís de Montevideo, elTown Hall de Nueva York y otros . En el mismo período, grabó numerosos discos, primero en Turín para Cetra y luego en Londres, exclusivamente para Decca. 
A principios de los años sesenta, por razones estrictamente privadas, abandonó abruptamente su carrera de concertista para dedicarse principalmente a la enseñanza en el Conservatorio San Pietro a Majella en Nápoles, donde fue colega y amigo de Sergio Fiorentino, cuya historia artística y humana presenta analogías singulares con la suya 
En 1996 publicó sus reflexiones sistemáticas sobre la técnica y la interpretación del piano en un libro titulado Pianosophia. Una técnica artística, una especie de resumen teórico de su experiencia como concertista y profesor. Una segunda edición revisada y ampliada de la obra (escrita junto con el filósofo Giovanni Stelli) vio la luz en 2008.
De 1990 a 2004 reanudó la grabación en el estudio haciendo una serie de CDs que incluyen obras de Bach, Beethoven (20 Sonatas), Chopin (incluidos todos los estudios op. 10 y op. 25), Schumann, Brahms, Liszt y Debussy. En este sentido, Paolo Isotta escribió, en la presentación del primer disco de esta serie, que "representa el raro documento del arte de un gran intérprete, quien, por razones personales profundas, se apartó del panorama musical después de los triunfos iniciales. Muestra una sensibilidad austera y clasicista, a veces incluso ascética; y una forma de acercarse al piano hoy decididamente fuera de moda, aunque 'no está fuera de moda' por el deseo de provocar" 

## La reflexión teórica sobre la técnica y la interpretación del piano.
La tesis fundamental argumentada en los cinco capítulos de Pianosophia es: 

El contraste entre la técnica del piano, identificada con un conjunto de habilidades psicomotoras, y la interpretación, confiada a la llamada musicalidad, que también es indefinible, es un falso contraste. [. . . ] Todos los problemas técnicos se establecen y resuelven a partir de la música: precisamente dentro de los problemas técnicos, entendidos en su significado musical y, por lo tanto, desde los primeros pasos, desde los primeros ejercicios, se desarrollan los problemas de la interpretación. La técnica prefigura la interpretación y la interpretación surge inmanentemente de la técnica.
Pianosophia... (1997), P. Spagnolo y G. Stell,

Esta posición contrasta con la de algunos intérpretes destacados de la generación actual como Valentina Lisitsa que considera que la técnica es una premisa inicial ineludible y que a partir de su dominio absoluto, luego vienen los matices de la interpretación personal de cada pianista.
En el primer capítulo, Spagnolo describe una historia de la técnica del piano, describiendo el pasaje crucial, que tuvo lugar entre los siglos XIX y XX, desde la técnica digital de origen proveniente de clavecín hasta la técnica moderna del peso y las posiciones de los teóricos y maestros más importantes de la época, como Friedrich Adolf Steinhausen, Breithaupt, Matthay. En el segundo capítulo ilustra los principios de la técnica del peso, pero recupera la función indispensable de los dedos que se ven en su "asociación grupal" dentro de la mano. Luego aborda casi todos los problemas técnicos específicos (paso del pulgar, notas dobles, desplazamientos laterales, digitación, variantes rítmicas, etc.), pasando del estudio, "que ya es interpretación" (capítulo tres), a la interpretación, "que es todavía estudio "(cuarto capítulo), hasta discutir los problemas de interpretación en el quinto y último capítulo, proponiendo una síntesis entre "subjetivismo" y "objetivismo".

### Escritos de Paolo Spagnolo
- (con G. Stelli), Pianosophia. Tecnica e arte, Napoli 1997, Pagano.
- Rintocchi nel tempo. Frammenti della memoria, Napoli 2001, De Frede Editore.
- Pianosophia tecnica e arte, edizione riveduta e ampliata, Napoli 2008, Guida.

### Escritos sobre Paolo Spagnolo
- Paolo Isotta, Presentación del CD Bach: Concierto italiano BWV 971; Liszt: Sonata en si; Brahms: Tre intermezzi, pianista Paolo Spagnolo (Reg. Roma, julio de 1990).

- Giancarlo Cardini, Paolo Spagnolo, en "Pianotime", a. VIII, n. 99-100, julio-agosto de 1991, págs. 41-43.

- Luigi Schiavon, Bach - Beethoven - Schumann pf Paolo Spagnolo, en "Pianotime", a. VIII, n. 99-100, julio-agosto de 1991, pág. 42-43.

- Pianosophia, en "Pianotime", a. XV, n. 156, 1997, pág. 45.

- Gianni Caroli, "Pianosophia": Paolo Spagnolo entre estética y sonido, en "Il Corriere del mezzogiorno" inserto del "Corriere della sera", 10.11.1998.

- Eugenio Russomanno, Una conversación con el maestro Paolo Spagnolo. Un pianista sin fronteras, en "Galleria", Nápoles, 7.4.1999.

- Enrico Renna, La Pianosofia de Paolo Spagnolo, en "MusicbOOm", n. 2, a. III, febrero de 2000.